# 沙玉清
沙玉清（1907年—1966年），字叔明，男，江苏江阴人，中国农田水利学家、教育家，西北农学院教授，中国现代农田水利学科的创始人。